# Kathedrale Mariä Verkündigung (Athen)

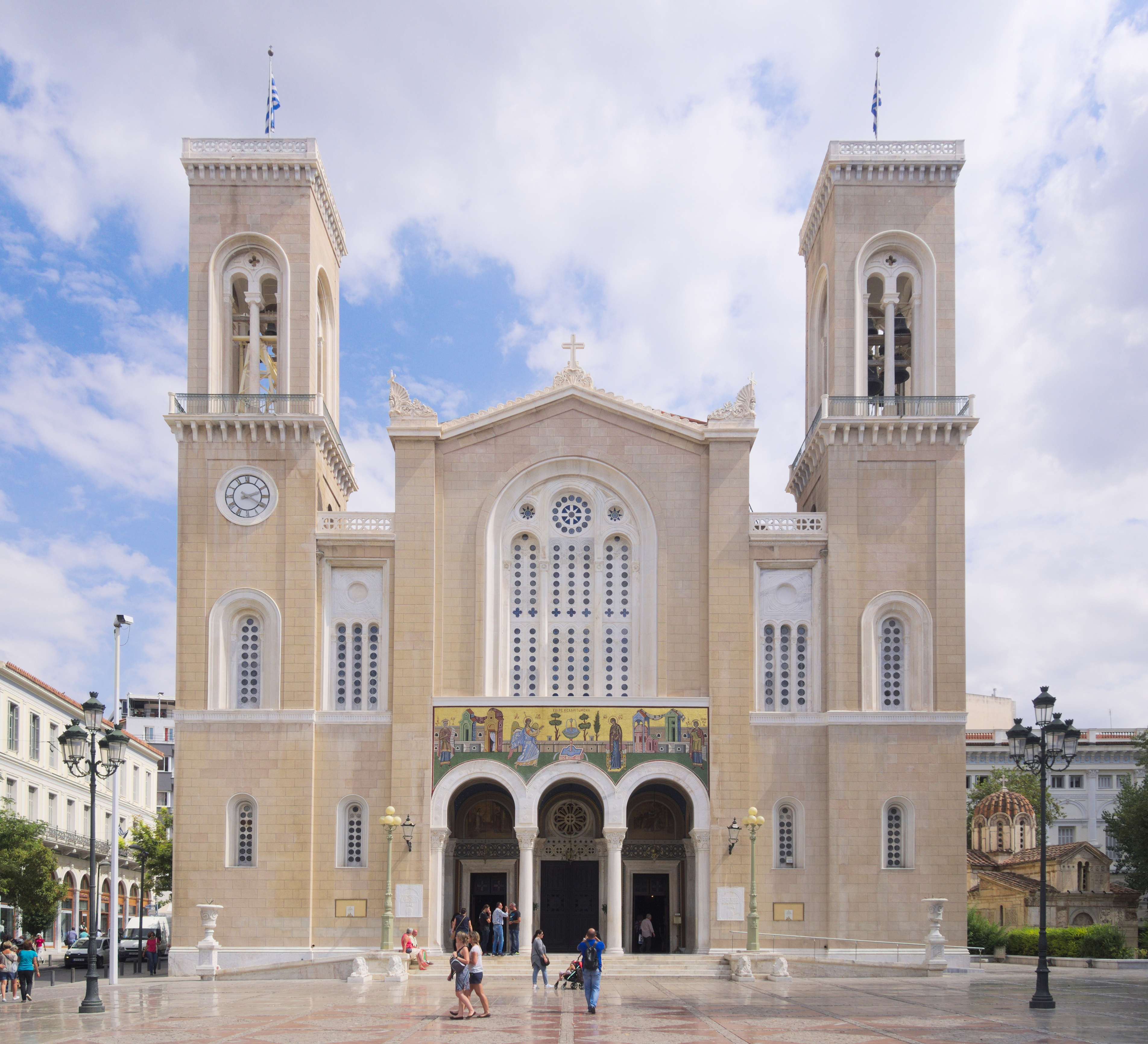
Kathedrale von Athen

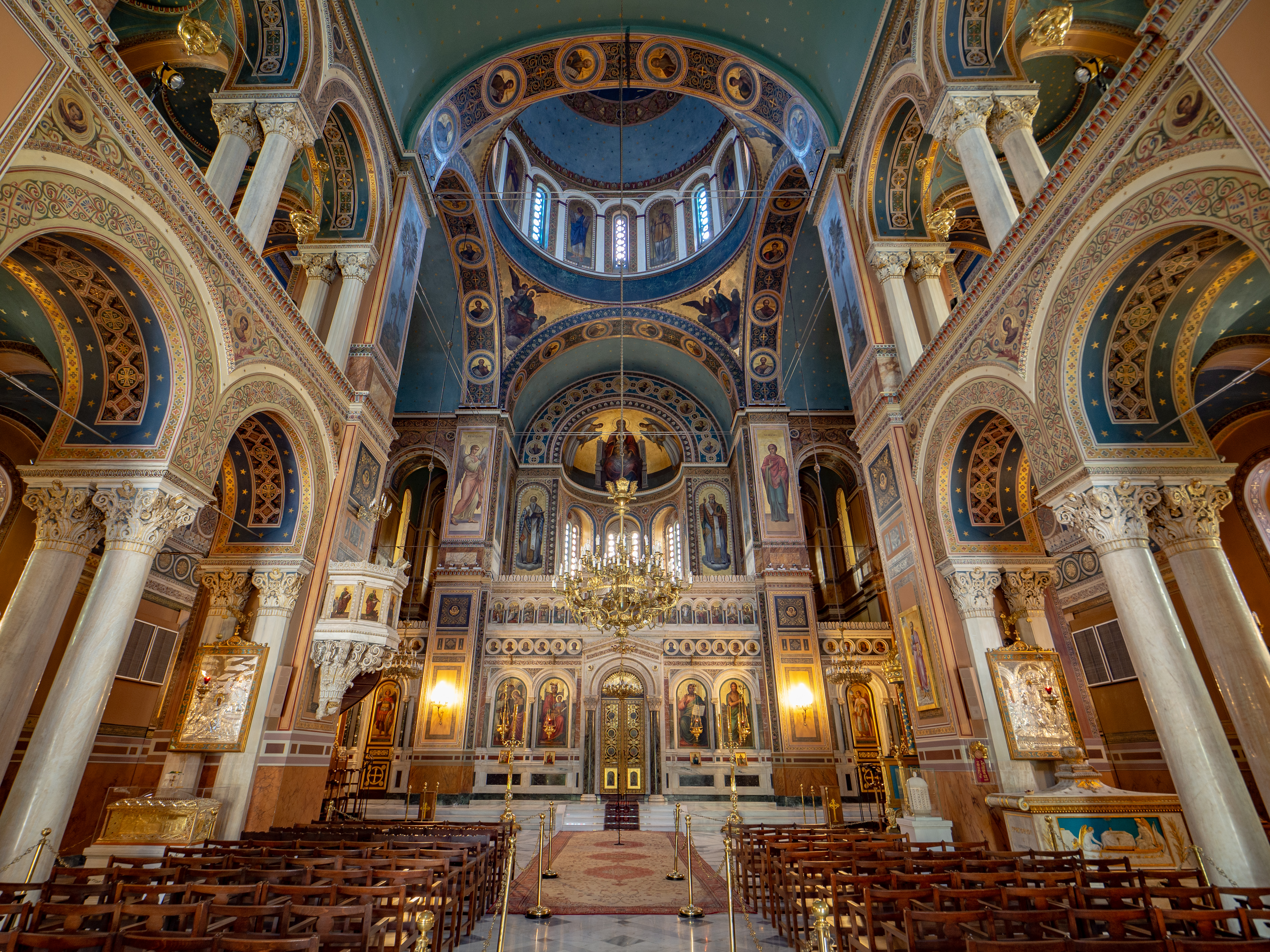
Inneres der Kathedrale

Die Kathedrale Mariä Verkündigung (griechisch Καθεδρικός Ναός Ευαγγελισμού της Θεοτόκου Kathedrikós Naós Evangelismoú tis Theotókou), umgangssprachlich Metropolis (griechisch Μητρόπολις Mitrópolis), in der griechischen Hauptstadt Athen ist der Sitz des orthodoxen Erzbischofs von Athen. Sie befindet sich im Stadtzentrum zwischen der Akropolis und dem Syntagma-Platz.

## Geschichte
Nach der Griechischen Revolution wurde 1830/32 ein Teil des heutigen Griechenland vom Osmanischen Reich unabhängig. Otto von Bayern wurde zum König des neuen Königreichs Griechenland bestimmt. Bereits 1833 erklärte sich die orthodoxe Kirche des Landes für autokephal, also rechtlich unabhängig vom Ökumenischen Patriarchat in Konstantinopel. Im Rahmen eines umfassenden Bauprogramms, das Otto in der neuen Hauptstadt durchführen ließ und das von einem klassizistischen Griechenlandideal bestimmt war, begannen auch die Planungen über eine neue Kathedrale für die Hauptstadt des nach fast 400-jähriger Besetzung wiedergegründeten griechischen Staates. Den Grundstein legte der König 1842. Am 21. Mai 1862 wurde sie in Anwesenheit des Königspaars geweiht.
Am 14. Mai 1962 heiratete Sophia von Griechenland in der Kathedrale den spanischen Thronfolger Juan Carlos de Borbón y Borbón. Das Gebäude wurde beim Erdbeben von 1999 beschädigt, es wurde infolgedessen abgestützt und eingerüstet. Die Sanierung und Behebung der Bauschäden ist inzwischen abgeschlossen. Rechts neben der Kirche befindet sich die Panagia Gorgoepikoos, auch Kleine Mitropolis genannt, ein byzantinisches Kirchlein aus dem 13. Jahrhundert mit zahlreichen antiken Spolien.

## Architektur
Die Mariä-Verkündigungs-Kathedrale wurde von Theophil Hansen in einem gemischt romanisch-Renaissance-byzantinischen Stil entworfen. Nachdem Hansen Athen verlassen hatte, wurden seine Entwürfe von dem griechischen Architekten Dimitrios Zesos in einem „griechisch-byzantinischen“ Stil abgewandelt. An der Ausführung beteiligt waren auch François Boulanger und Panagiotis Kalkos. Baumaterial ist Marmor, der aus 72 zerstörten Kirchen zusammengetragen wurde.
Die Kathedrale folgt dem Basilikaschema mit dreischiffigem Langhaus, Querhaus, Chor und Apsis. Die Vierung krönt eine byzantinisierende Kuppel. Die Portalfront wird von zwei Glockentürmen flankiert.

## Ausstattung
Das Innere ist reich mit Fresken, Ikonen und Steinmetzarbeiten geschmückt, deren Stil sich an den byzantinischen Formenkanon anlehnt. Wichtige Heiligtümer sind die Schreine der heiligen Philothea († 1589) und des Patriarchen Gregor V. († 1821), die als Märtyrer für die Freiheit Griechenlands und der Orthodoxie verehrt werden.